# John Kander
John Harold Kander (ur. 18 marca 1927) – amerykański kompozytor, znany z pracy w teatrze muzycznym. Tworzył połowę duetu twórców Kander i Ebb (wraz z autorem tekstów Fredem Ebbem).  Kander napisał partytury do 15 musicali, m.in. Cabaret (1966) i Chicago (1975) - oba zostały później zekranizowane. Skomponował również standard muzyczny New York, New York.

## Wczesne życie i edukacja
John Kander urodził się w rodzinie żydowskiej  18 marca 1927 r. w Kansas City w stanie Missouri. Jego ojciec, Harold S. Kander, pracował w branży drobiarskiej, rodzice dbali o rozwój intelektualny synów (Johna i jego brata Edwarda) zabierając ich na koncerty do miejscowego teatru, co roku wyjeżdżali również do Nowego Jorku na spektakle teatralne. Kander obejrzał pierwsze przedstawienia operowe w wieku dziewięciu lat (Aida i Madame Butterfly) co według kompozytora miało  główny wpływ na wybór przyszłej kariery  "opowiadanie historii poprzez muzykę na wiele sposobów". 
Kander dorastał w Kansas City i uczęszczał do Westport High School, zanim przeniósł się do Pembroke Country-Day School. W latach czterdziestych Kander wstąpił do Korpusu Kadetów Marynarki Handlowej Stanów Zjednoczonych. Po ukończeniu szkolenia żeglował między San Francisco a portami azjatyckimi i  opuścił Korpus 3 maja 1946. Ze względu na zmiany zasad obowiązujących w służbie narodowej, został zmuszony do zaciągnięcia się do rezerwy wojskowej we wrześniu tego samego roku, po ukończeniu pierwszego semestru w Oberlin Conservatory of Music. Podczas wojny koreańskiej Kander został wezwany do powrotu do czynnej służby, ale pozostał w Nowym Jorku na sześć miesięcy obserwacji medycznej, po tym jak lekarz wojskowy odkrył zrosty w płucach. Został zwolniony ze służby 3 lipca 1957.
Kander studiował muzykę w Oberlin College oraz na Columbia University, gdzie studiował kompozycję u Jacka Beesona i Otto Lueninga. Tytuł magistra uzyskał na Uniwersytecie Columbia w 1953 roku.

## Kariera muzyczna
Po studiach Kander zaczął dyrygować w letnich teatrach, następnie zdobył w Nowym Jorku angaż jako pianista uczestniczący w próbach do musicalu West Side Story Leonarda Bernsteina i Jerome'a Robbinsa. Podczas pracy Robbins zaproponował Kanderowi skomponowanie muzyki tanecznej do spektaklu w 1959 roku.  Po tym doświadczeniu napisał aranżacje taneczne dla Irma la Douce w 1960 roku.
Pierwszym musicalem Kandera był A Family Affair w 1962 roku, napisany z Jamesem i Williamem Goldmanami. W tym samym roku Kander poznał Freda Ebba (za pośrednictwem wspólnego wydawcy, Tommy'ego Volando). Pierwszy utwór spółki autorskiej,  „My Coloring Book”, spopularyzowała Sandy Stewart, ich drugie dzieło „I Don't Care Much” rozsławiła Barbra Streisand. Kander i Ebb stworzyli trwały zespół autorski. W 1965 roku napisali muzykę do swojego pierwszego dzieła na Broadwayu, Flora the Red Menace (wyprodukowanego przez Hala Prince'a w reżyserii George'a Abbotta na bazie książki George'a Abbotta i Roberta Russella) -  w musicalu tym zadebiutowała na Broadwayu Liza Minnelli. Od tego czasu Kander i Ebb pisali zarówno dla Lizy Minnelli jak i Chity Rivery. Duet autorów stworzył również musicale Zorba, Chicago, The Rink i Kiss of the Spider Woman. 
Po śmierci Ebba w 2004 pierwszym musicalem Kandera był The Landing, z librettem Grega Pierce'a z premierą na Off-Broadway w Vineyard Theatre  w 2013. Musical Kid Victory, z librettem Grega Pierce'a, miał swoją premierę w 2015 w Signature Theatre w Arlington w Wirginii (na Off-Broadway w Vineyard Theatre w 2017). Wraz z Davidem Thompsonem napisali sztukę taneczną The Beast in the Jungle. Kander współpracował również w 2017 z Lin-Manuelem Mirandą przy Hamildrops, rozszerzeniu musicalu Hamilton. 

## Życie osobiste
Od 1977 roku Kander pozostawał w relacji z  Albertem Stephensonem, tancerzem i choreografem. W roku 2010 partnerzy wzięli ślub w Toronto.  

## Twórczość

### Musicale sceniczne
- A Family Affair (1962)[15]
- Flora the Red Menace (1965)[16]
- Cabaret (1966)[17]
- Go Fly a Kite (1966)[18]
- The Happy Time (1968)[19]
- Zorba (1968)[20]
- 70, Girls, 70 (1971)[21]
- Chicago (1976)[22]
- The Act (1978)[23]
- Woman of the Year (1981)[24]
- The Rink (1984)[25]
- Diamonds (1984)[26] - dwa utwory („Winter In New York” i „Diamonds Are Forever”)
- And The World Goes 'Round (1991)[27]
- Kiss of the Spider Woman (1992)[28]
- Steel pier (1997)[29]
- Fosse (1999)
- Over and Over (1999)[30]
- The Visit (2001)[31]
- Curtains (2006)[32]
- The Scottsboro Boys (2010)[33]
- The Landing (2013)[34]
- Kid Victory (2015)[35]
- The Beast in the Jungle (2018)

### Film i telewizja

#### Filmy muzyczne
- Cabaret (1972)[36]
- Funny Lady (1975)[37]
- Lucky Lady (1976)
- A Matter of Time (1976)
- New York, New York (1977)[38]
- French Postcards (1979)[39]
- Stepping Out (1991)
- Chicago (2002)[40]

#### Muzyka filmowa
- Something for Everyone (1970)
- Kramer vs. Kramer (1979)[41]
- Still of the Night (1982)[42]
- Blue Skies Again (1983)
- Miejsca w sercu (1984)[43]
- An Early Frost (film telewizyjny, NBC, 1985)
- I Want to Go Home (1989)
- Billy Bathgate (1991)
- Lekcje oddychania (film telewizyjny, CBS, 1994)
- The Boys Next Door (film telewizyjny, CBS, 1996)

## Nagrody
- 1967 Tony Award  - Cabaret[44]
- 1967 Grammy - Cabaret, Original Cast Album
- 1973 Nagroda Emmy - Liza With AZ
- 1981 Tony Award - Woman of the Year[45]
- 1993 Tony Award - Kiss Of The Spider Woman[46]
- 1993 Nagroda Emmy  - Liza Minnelli Live! Z Radio City Music Hall
- 1998 Laurence Olivier Award - dla londyńskiej produkcji Chicago
- 1998 Grammy - Chicago, Musical Show Album
- 2010 Drama Desk Award - The Scottsboro Boys

Był ponadto nominowany:
- pięciokrotnie do nagród Tony,
- do dwóch Oscarów[47][48]
- czterech Złotych Globów.

Kander jest również członkiem American Theatre Hall of Fame. W 1998 roku wraz z Ebbem zostali uhonorowani Kennedy Center Honors. W 2018 roku kompozytor otrzymał nagrodę Stephena Sondheima. 